# ウィリアム・デニソン (郵政長官)
ウィリアム・デニソン（William Dennison, 1815年11月23日 - 1882年6月15日）は、アメリカ合衆国の政治家。ホイッグ党および共和党に所属し、1860年から1862年まで第24代オハイオ州知事を、1864年から1866年まで第24代アメリカ合衆国郵政長官を務めた。

## 生い立ちと家族
1815年11月23日、デニソンはオハイオ州シンシナティにおいて、ウィリアム・デニソン（William Dennison、1780年 - 1864年）とポリー・メアリー・カーター（Polly Mary Carter、1789年 - 1853年）の息子として誕生した。デニソンはマイアミ大学を卒業し、法律を学び、1840年にオハイオ州から弁護士として認可を受けた。
1840年、デニソンはアン・ニール（Anne Niel、1821年 - 1911年）と結婚した。

## 初期の政治活動
デニソンは堅実な実業家として、為替銀行やコロンバス・ジーニア鉄道を統率した。デニソンはまた活発な政治家として、ホッキング・ヴァレー鉄道を組織した。
デニソンはオハイオ州の政治家として最初に、死に体のホイッグ党を離れて新たな共和党に参加した。デニソンはオハイオ州上院において反奴隷制および反差別主義を打ち出し、共和党内での地位を急速に上げていった。

## オハイオ州知事
1859年、デニソンはルーファス・ランニーを破ってオハイオ州知事に選出された。デニソンは1860年から1862年まで、オハイオ州知事を1期務めた。南北戦争勃発前、ケンタッキー州とバージニア州はオハイオ州に対して逃亡奴隷犯罪人の引き渡し、および逃亡奴隷犯罪人を支援した人々に対する与罰を要求した。だがデニソンはオハイオ州知事として、それらの要求を拒絶した。
南北戦争が開戦すると、デニソンは直ちにオハイオ州全域から兵士を動員した。デニソンは少人数の参謀のみを配置し、また軍務経験を有していなかったが、動員は効果的に成し遂げられた。デニソンの努力により、オハイオ州には大規模な訓練基地がいくつも設けられ、新たに設立された軍隊は首尾よく訓練された。基地の1つには、デニソンの名が付けられた（キャンプ・デニソン）。
その後デニソンは1861年に合衆国上院議員への選出を目指したが、ジョン・シャーマンの前に敗北した。
陸軍省からの要請はなかったものの、デニソンはオハイオ州の軍隊をジョージ・マクレーンの配下に置かせ、バージニア州西部での活動に充てさせた。デニソンの派遣した軍隊はホイーリング会議で警備を行い、最終的にウェストバージニア州をバージニア州から分離する形で州に昇格させ、自由州として合衆国に加盟させることに成功した。またデニソンはオハイオ州内の鉄道や電話線を統制し、軍事目的に使用することを試みた。だがこれらの行動はオハイオ州議会において、戦争否定派の民主党員に大きな怒りを与えた。
デニソンはコパーヘッドと呼ばれる反北軍政府派の人々を非難し、新たな軍隊のための武器・施設を一元的に供給する基盤を確立した。デニソンはまたエイブラハム・リンカーン大統領の雄弁な支持者でも会った。デニソンはオハイオ州知事として、北軍のために10万人を超える軍隊を構築し、82の連隊を組織した。
だがデニソン政権はミスを犯し、共和党員と戦争肯定派の民主党員によって合同の対立候補デイヴィッド・トッドが立てられた。そしてデニソンは1862年の州知事選挙においてトッドに敗れた。後の歴史家リチャード・アボットはこの選挙について次のように述べた。「（デニソン以前の）オハイオ州の最高行政官はみな、公的責任に対する鋭敏な配慮を有し、意思決定に関する卓越した感覚を有していた。そして彼らはみな、それらの権限を行使し、それらの義務を全うしていた。しかしながら……権力闘争がデニソンの死を導いた。」
デニソンはこの政権交代を快く認め、後任となったトッドにいくつもの価値ある助言を行った。デニソンはオハイオ州の黒人部隊創設を手助けし、兵士の募集を支援した。デニソンはまた1864年の共和党全国大会で議長を務めた。

## 郵政長官
1864年、デニソンはリンカーン大統領によって郵政長官に任命された。デニソンはその後1866年まで郵政長官を務めた。1866年、リンカーン大統領暗殺事件によりアンドリュー・ジョンソン副大統領が大統領に昇格したが、デニソンはジョンソン大統領の政策を支持することができないと判断し、間もなく郵政長官を辞任した。

## 晩年
南北戦争終戦後、デニソンはコロンバス市議会議員を務め、またフランクリン郡農業組合を組織した。デニソンは1880年に合衆国上院議員になるべく共和党の指名を求めたが、ジェームズ・ガーフィールドの前に敗れた。デニソンは死の直前まで州や連邦政府の政治に積極的に関与した。
そして1882年6月15日、デニソンはコロンバスで死去した。デニソンの遺体はコロンバス市内のグリーンラーン墓地に埋葬された。